# Acordo de Pretória (2005)
O Acordo de Pretória foi assinado em 6 de abril de 2005 pelo então presidente da Costa do Marfim Laurent Gbagbo, pelo ex-presidente Henri Konan Bédié (líder do Partido Democrata da Costa do Marfim), pelo primeiro-ministro do governo da reconciliação Seydou Diarra, pelo ex-primeiro-ministro Alassane Ouattara (líder do Reagrupamento dos Republicanos), pelo Ministro de Estado Guillaume Soro (Secretário-Geral das Forces Nouvelles) e pelo mediador sul-africano, o presidente Thabo Mbeki.
O acordo declarou a cessação imediata e definitiva de todas as hostilidades e o fim da Primeira Guerra Civil da Costa do Marfim, bem como previa o desarmamento e o desmantelamento de milícias e a implementação do Plano Nacional de Desarmamento, Desmobilização e Reinserção.